# Malu Roșu (okręg Jałomica)
Malu Roșu – wieś w Rumunii, w okręgu Jałomica, w gminie Armășești. W 2011 roku liczyła 1524 mieszkańców.